# Granito charnockitico
Il granito charnockitico è una roccia della famiglia del granito a due feldspati contenente qualche unità percentuale di pirosseno rombico, oltre a minori quantità di pirosseno monoclino, anfibolo, biotite e talvolta granato.
È una roccia sialica facente parte di una serie di rocce intrusive, comprendente anche termini intermedi e femici (o basici), con distinti caratteri mineralogici e chimici e avente vasta diffusione in complessi metamorfici precambriani; la famiglia delle charnockiti e caratterizzata dalla presenza di pirosseno rombico.
Il feldspato predominante nei graniti charnockitici è il microclino; il quarzo è spesso zeppo di aghetti di rutilo.
Sono note rocce con quantità maggiori e prevalenti di plagioclasio (granodioriti charnockitiche o enderbiti).
Il forte metamorfismo regionale dei terreni in cui si trovano le charnockiti ne ha spesso oscurato le relazioni con le rocce circostanti, ma esse sembrano generalmente intrusive.

## Etimologia
Le rocce di questo gruppo sono chiamate così in onore di Job Charnock, avventuriero inglese fondatore della città di Calcutta e amministratore dell'East India Company, in quanto descritte per la prima volta nello stato del Tamil Nadu, nel sud dell'India.